# Uladsimir Sassimowitsch
Uladsimir Sassimowitsch (belarussisch Уладзімір Сасімовіч, engl. Transkription Uladzimir Sasimovich, auch russisch Владимир Сасимович – Wladimir Sassimowitsch – Vladimir Sasimovich; * 14. September 1968) ist ein ehemaliger belarussischer Speerwerfer.
Er vertrat sein Land bei folgenden leichtathletischen Großveranstaltungen:
- zwei Olympischen Spielen: 1996 in Atlanta und 2000 in Sydney
- fünf Leichtathletik-Weltmeisterschaften: 1991 in Tokio, 1993 in Stuttgart, 1995 in Göteborg, 1997 in Athen und 1999 in Sevilla

sowie 
- zwei Leichtathletik-Europameisterschaften: 1994 in Helsinki und 1998 in Budapest.

Eine Medaille konnte er jedoch nur bei seinem ersten internationalen Auftritt in Tokio gewinnen, wo er das Glück hatte, dass sein einziger gültiger Finalwurf bei 87,08 m landete – einer Weite, die ihm hinter den beiden Finnen Kimmo Kinnunen (Gold mit 90,82 m) und Seppo Räty (Silber mit 88,12 m) die Bronzemedaille eintrug. 
In den folgenden Jahren erreichte Sassimowitsch folgende Platzierungen: 
- 1992 Finale des Weltcups in Havanna: Platz 3 mit 78,40 m hinter Jan Železný (1. mit 88,26 m) und Tom Petranoff (2. mit 79,80 m)
- 1993 Stuttgart: Platz 7 mit 78,70 m
- 1994 Helsinki: Platz 8 mit 78,88 m
- 1995 Göteborg: Platz 13 mit 78,94 m
- 1996 Atlanta: in der Qualifikation kein gültiger Versuch
- 1997 Athen: Platz 16 mit 77,38 m
- 1998 Budapest: Platz 13 mit 79,14 m
- 1999 Sevilla: Platz 15 mit 80,18 m
- 2000 Sydney: Platz 24 mit 78,04 m

Uladsimir Sassimowitsch gewann vier Landesmeisterschaften: eine für die Sowjetunion (1991, 84,46 m) und drei für Belarus: 1997 (75,14 m), 2000 (84,42 m) und 2003 (79,43 m).
Er hält mit 87,40 m, geworfen am 24. Juni 1995 in Kuortane, den belarussischen Rekord. 2004 wurde er für zwei Jahre gesperrt und beendete daraufhin seine Karriere.